# Fundo Amazônia
O Fundo Amazônia foi criado em 1º de agosto de 2008 pelo Decreto Nº 6.527. Seu objetivo é atrair doações para investimentos em ações de prevenção, monitoramento e combate ao desmatamento, e de promoção da conservação e uso sustentável da floresta amazônica. Adicionalmente, o fundo apoia o desenvolvimento de sistemas de monitoramento e controle do desmatamento no restante do Brasil e em outros países tropicais.
O fundo é utilizado em diversas áreas, entre elas a gestão de florestas públicas e áreas protegidas, controle, monitoramento e fiscalização ambiental, manejo florestal sustentável, atividades econômicas desenvolvidas a partir do uso sustentável da floresta, zoneamento ecológico e econômico, ordenamento e regularização fundiária, conservação e uso sustentável da biodiversidade e recuperação de áreas desmatadas. Os projetos apoiados pelo fundo devem estar alinhados às políticas públicas aplicáveis e às diretrizes e critérios, além de demonstrar sua contribuição direta ou indireta para a redução do desmatamento e da degradação florestal. As ações previstas nos projetos devem ser coerentes com o objetivo proposto, com o orçamento e com o cronograma de sua execução. A elegibilidade para acesso ao Fundo Amazônia é determinada com base no cumprimento de diversos planos e critérios, entre eles o PPCDAm (Plano de Ação para Prevenção e Controle do Desmatamento na Amazônia Legal), a ENREDD+ (Estratégia Nacional para REDD+), os planos estaduais de prevenção e combate ao desmatamento e as Políticas Operacionais do BNDES. Os projetos elegíveis para financiamento devem contribuir direta ou indiretamente para a redução do desmatamento na Amazônia. Vários tipos de entidades podem submeter projetos para financiamento, incluindo órgãos da administração pública, ONGs, empresas privadas, cooperativas e instituições de pesquisa.
Até 2018, o fundo recebeu R$ 3,4 bilhões em doações, sendo a maior parte vinda da Noruega, seguida pela Alemanha e Petrobras.  Desde 2023, vários países anunciaram contribuições ao fundo ou interesse em contribuir, incluindo Alemanha, Noruega, Estados Unidos, Reino Unido, Suíça, Dinamarca, França, Espanha, Japão e outros.
Em 2024, o Banco Nacional de Desenvolvimento Econômico e Social (BNDES) atingiu a marca de R$ 882 milhões em aprovações de projetos do Fundo Amazônia este ano. O valor é superior ao recorde anterior, alcançado em 2023, de R$ 553 milhões.

## História
O Fundo Amazônia, criado em 2008 e operacional desde 2009, foi criado principalmente para incentivar o Brasil e outros países em desenvolvimento com florestas tropicais a reduzir as emissões de gases de efeito estufa e a degradação florestal. A iniciativa foi proposta pelo Brasil durante a 12ª Conferência das Partes da Convenção-Quadro das Nações Unidas sobre Mudança do Clima (UNFCCC) em Nairóbi, Quênia, em 2008. O estabelecimento do fundo ocorreu depois do compromisso do Brasil de reduzir significativamente o desmatamento no bioma Amazônia na próxima década.
Desde sua criação, o Fundo apoiou mais de 100 projetos relacionados à gestão de florestas públicas e áreas protegidas, controle ambiental, monitoramento e fiscalização, manejo florestal sustentável, atividades econômicas criadas com uso sustentável da vegetação, zoneamento ecológico e econômico, arranjo territorial e regulamentação agrícola, preservação e sustentabilidade, exploração da biodiversidade e recuperação de áreas desmatadas.
Em 2019, durante o governo de Jair Bolsonaro, o então ministro do Meio Ambiente Ricardo Salles propôs alterações na estrutura do Fundo Amazônia, citando irregularidades em sua gestão. Ele sugeriu que os recursos do fundo deveriam ser usados para compensar as desapropriações de terras em áreas de conservação dentro da floresta amazônica. Instituições do terceiro setor, juntamente com a Alemanha e a Noruega, se opuseram a essas mudanças. Eles argumentaram que as auditorias não identificaram nenhuma irregularidade na gestão do fundo ou no monitoramento dos impactos do desmatamento. Eles declararam que 'aumentar a eficiência, o impacto e a transparência do fundo' deveria ser buscado 'dentro da estrutura de governança existente'.
Também em 2019, a ministra do meio ambiente alemã, Svenja Schulze, anunciou que, devido ao aumento do desmatamento na região amazônica e às preocupações com o governo Jair Bolsonaro, a Alemanha suspenderia os investimentos de R$ 155 milhões no Fundo Amazônia. Em 15 de agosto de 2019, a Noruega decidiu suspender o repasse de R$ 133 milhões para o Fundo Amazônia.
Um dia após a posse de Luis Inácio "Lula" da Silva, a Noruega anunciou que retomaria o financiamento do Fundo Amazônia. Em 2023, vários países anunciaram contribuições ao fundo ou interesse em contribuir, incluindo Alemanha, Noruega, Estados Unidos, Reino Unido, Suíça, Dinamarca, França, Espanha e outros. O presidente dos Estados Unidos, Joe Biden, demonstrou a intenção de investir 50 milhões de dólares no fundo para promover "questões climáticas e combate ao desmatamento" sem compromisso com o garimpo legal(previsto na constituição do país) e o desenvolvimento da região em benefício dos Ianomâmis.
Um levantamento do portal de noticias G1 aponta que o fundo investiu apenas 11% dos R$ 643 milhões que recebeu em 2024, o equivalente a R$ 73 milhões investidos. Em nota, o Banco Nacional de Desenvolvimento Econômico e Social (BNDES) disse que doações ao fundo não necessariamente são empenhadas no mesmo ano, visto que os projetos precisam ser aprovados para, só então, receberem o repasse.

## Governança
O Fundo Amazônia contava com um Comitê Orientador - COFA, com a atribuição de determinar suas diretrizes e acompanhar os resultados obtidos; e com um Comitê Técnico - CTFA, nomeado pelo Ministério do Meio Ambiente, cujo papel era atestar as emissões oriundas de desmatamentos na Amazônia.
O Decreto nº 9.759, de 11 de abril de 2019, promoveu a extinção de diversos colegiados da administração pública federal, inclusive o COFA e o CTFA. Em 1º de janeiro de 2023, a estrutura anterior foi reativada.
A partir da instituição da Comissão Nacional para REDD+ (CONAREDD+), responsável pela implementação da Estratégia Nacional para Redução das Emissões de Gases de Efeito Estufa Provenientes do Desmatamento e da Degradação Florestal, Conservação dos Estoques de Carbono Florestal, Manejo Sustentável de Florestas e Aumento de Estoques de Carbono Florestal (ENREDD+), uma nova instância de governança do tema foi criada. Dentro dela, o Fundo Amazônia já foi designado elegível para acesso a pagamentos por resultados da Redução de Emissões provenientes do Desmatamento e da Degradação Florestal (REDD+) alcançados pelo país e reconhecidos pela Convenção-Quadro das Nações Unidas sobre Mudança do Clima.